# Lina Badimón Maestro
Lina Badimón Maestro (Barcelona, 1953) es una fisióloga española, experta en investigaciones cardiovasculares. Desde el año 1992, es profesora de Investigación del Consejo Superior de Investigaciones Científicas (CSIC), y Jefa del Departamento de Patología molecular y terapéutica del Instituto de Investigaciones Biomédicas de Barcelona, de la misma institución, donde ha iniciado una innovadora línea de investigación de las lesiones cardiacas a nivel celular y molecular. En la actualidad es catedrática de la Universidad de Barceloan.
Desde 1993, es directora del Instituto Catalán de Ciencias Cardiovasculares de Barcelona. Es profesora asociada adjunta de Mount Sinai School of Medicine, Nueva York, y es presidenta de la Sociedad Española para la Arteriosclerosis. Ha publicado más de 250 artículos en las revistas internacionales más prestigiosas y en libros.

## Algunas publicaciones
- josé Castellano, rosa Aledo, judith Sendra, Paula Costales, lina Badimon maestro, vicenta llorente Cortés. 2012. La hipoxia estimula la expresión del receptor LRP1 a través del factor de transcripción HIF-1a en células musculares lisas de pared vascular humana. Clínica e investigación en arteriosclerosis 24 ( 3): 115-130 ISSN 1578-1879 Resumen en línea, inglés & castellano

- rosa Aledo, rodrigo Alonso, pedro Mata, vicenta llorente Cortés, t. Padró, lina Badimon maestro. 2012. Los polimorfismos del gen LRP1 se asocian al riesgo prematuro de enfermedad cardiovascular en pacientes con hipercolesterolemia familiar. Revista española de cardiología 65 ( 9): 807-812 ISSN 0300-8932 Resumen solo en castellano, en línea

- t. Padró, maisa García-arguinzonis, lina Badimon maestro. 2011. Effects of rosuvastatin on the coordinated proteomic response of human coronary smooth muscle cells to low density lipoproteins. Clínica e investigación en arteriosclerosis 23 ( 5): 191-200 ISSN 1578-1879 Resumen en línea, inglés & castellano

- judith Cubedo, t. Padró, Xavier García moll, Xavier Pintó sala, juan Cinca, lina Badimon maestro. 2011. Serum proteome in acute myocardial infarction. Clínica e investigación en arteriosclerosis 23 ( 4): 147-154 ISSN 1578-1879 Resumen en línea, inglés & castellano

- lina Badimon maestro, gemma Vilahur. Beneficio clínico de las estatinas: ¿hemos cubierto todo el espectro?. Revista española de cardiología 11, N.º extra 2 (ejemplar dedicado a: Rosuvastatina y salud cardiovascular) pp. 3-13 ISSN 0300-8932 Resumen

- lluís Martorell, jordi Rius, javier Crespo, lina Badimon maestro, cristina Rodríguez, josé Martínez González. 2010. El neuron-derived orphan receptor-1 previene la apoptosis inducida por la hipoxia en las células endoteliales vasculares. Clínica e investigación en arteriosclerosis 22 ( 2): 39-48 ISSN 1578-1879 resumen en línea, inglés & castellano

## Premios y reconocimientos
En el año 1999 fue nombrada presidenta de la Sociedad Europea para la Investigación Clínica (ESCI: acrónimo del inglés European Society for Clinical Investigation).
- 1993: Premio Narcís Monturiol al mérito científico[5]

- 2004: le fue otorgado por la Generalidad de Cataluña el Premio Creu de Sant Jordi

- 2008: Premio Fundación Lilly de Investigación Biomédica Preclínica, por el Consejo Científico Asesor de la Fundación Lilly[6]

- 2012: premio «HDL Colesterol Bueno»[7][8]
- 2014: premio Rey Jaime I de Investigación Médica/Medicina Clínica[9]